# Eunice (chi động vật)
Eunice là một chi giun thuộc họ Eunicidae ở các đại dương và biển trên thế giới. Chúng có chiều dài giữa từ 0,5 cm đến 300 cm. Cơ thể các loài chi này gồm nhiều đoạn. Chúng có 2 mắt và 5 râu.

## Các loài
- Eunice afra Peters, 1854
- Eunice antennata (Savigny, 1820)
- Eunice aphroditois Pallas, 1788
- Eunice australis Quatrefagus, 1865
- Eunice bilobata Treadwell, 1906
- Eunice borneensis (Grube, 1878)
- Eunice denticulata
- Eunice filamentosa
- Eunice fuscafasciata (Treadwell, 1922)
- Eunice norvegica (Linnaeus, 1767)
- Eunice pennata (O.F. Müller, 1776)
- Eunice perimensis Gravier, 1901
- Eunice perrieri Gravier, 1900
- Eunice petersi Fauchald, 1992
- Eunice philippinensis Hartmann-Schröder & Zibrowius, 1998
- Eunice philocorallia Buchanan, 1893
- Eunice plessisi Rullier, 1972
- Eunice plicata Baird, 1869
- Eunice polybranchia (Verrill, 1880)
- Eunice prayensis Kinberg, 1865
- Eunice procera Grube, 1866
- Eunice profunda Miura, 1987
- Eunice tovarae Carrera-Parra & Salazar-Vallejo, 2011[2]
- Eunice uschakovi Wu, Sun & Liu, 2013[3]
- Eunice vittata (Delle Chiaje, 1828)[4]